# Saison 2021-2022 du FC Metz
Maillots
Chronologie
Saison précédente Saison suivante
Le FC Metz, joue sa 63e saison en Ligue 1 lors de la saison 2021-2022. Cette saison voit le club s'engager dans deux compétitions que sont la Ligue 1 et la Coupe de France.

## Historique
Dernière saison avec mythique blason du club car changement à la saison prochaine.

## Transferts
| Nom                  | Nationalité   | Poste     | Transfert       | Provenance/Destination | Division                    |
| -------------------- | ------------- | --------- | --------------- | ---------------------- | --------------------------- |
| Arrivées             |               |           |                 |                        |                             |
| Yann Godart          | France        | Défenseur | Retour de prêt  | US Avranches           | National 1                  |
| Guillaume Dietsch    | France        | Gardien   | Retour de prêt  | RFC Seraing            | Division 1B Proximus League |
| Sami Lahssaini       | Belgique      | Milieu    | Retour de prêt  | RFC Seraing            | Division 1B Proximus League |
| Rayan Djédjé         | France        | Milieu    | Retour de prêt  | RFC Seraing            | Division 1B Proximus League |
| Ablie Jallow         | Gambie        | Milieu    | Retour de prêt  | RFC Seraing            | Division 1B Proximus League |
| Georges Mikautadze   | Géorgie       | Attaquant | Retour de prêt  | RFC Seraing            | Division 1B Proximus League |
| Amadou Dia Ndiaye    | Sénégal       | Attaquant | Retour de prêt  | RFC Seraing            | Division 1B Proximus League |
| Cheick Sabaly        | Sénégal       | Attaquant | Retour de prêt  | Pau FC                 | Ligue 2                     |
| Amine Bassi          | Maroc         | Attaquant | Transfert       | AS Nancy               | Ligue 2                     |
| Lenny Joseph         | France        | Attaquant | Transfert       | Le Puy Foot            | National 2                  |
| Sofiane Alakouch     | France        | Défenseur | Transfert       | Nîmes Olympique        | Ligue 2                     |
| David Oberhauser     | France        | Gardien   | Transfert       | Le Puy Foot            | National 2                  |
| Nicolas de Préville  | France        | Attaquant | Transfert       | Girondins de Bordeaux  | Ligue 1                     |
| Pape Matar Sarr      | Sénégal       | Milieu    | Prêt            | Tottenham Hotspur      | Premier League              |
| Sikou Niakaté        | France        | Défenseur | Prêt            | EA Guingamp            | Ligue 2                     |
| William Mikelbrencis | France        | Défenseur | Contrat pro     |                        |                             |
| Mathieu Cachbach     | France        | Milieu    | Contrat pro     |                        |                             |
| Rayan Djédjé         | France        | Milieu    | Contrat pro     |                        |                             |
| Départs              |               |           |                 |                        |                             |
| Mamadou Fofana       | Mali          | Défenseur | Transfert       | Amiens SC              | Ligue 2                     |
| Victorien Angban     | Côte d'Ivoire | Milieu    | Transfert       | FK Sotchi              | Premier Liga                |
| Thierry Ambrose      | France        | Attaquant | Transfert       | FC Ostende             | Jupiler Pro League          |
| Pape Matar Sarr      | Sénégal       | Milieu    | Transfert       | Tottenham Hotspur      | Premier League              |
| Aaron Leya Iseka     | Belgique      | Attaquant | Retour de prêt  | Toulouse FC            | Ligue 2                     |
| Milan Robin          | France        | Attaquant | Fin de contrat  | SO Cholet              | National 1                  |
| Vincent Peugnet      | France        | Défenseur | Fin de contrat  | SO Cholet              | National 1                  |
| Nicolas Basin        | France        | Défenseur | Fin de carrière |                        |                             |
| Aboubacar Lô         | Sénégal       | Défenseur | Fin de contrat  | SO Cholet              | National 1                  |
| Yann Godart          | France        | Défenseur | Fin de contrat  | US Avranches           | National 1                  |
| John Boye            | Ghana         | Défenseur | Fin de contrat  | Al-Fahya               | Saudi Premier League        |
| Ernest Boahene       | Ghana         | Défenseur | Fin de contrat  |                        |                             |
| Guillaume Dietsch    | France        | Gardien   | Prêt            | RFC Seraing            | Division 1B Proximus League |
| Sami Lahssaini       | Belgique      | Milieu    | Prêt            | RFC Seraing            | Division 1B Proximus League |
| Rayan Djédjé         | France        | Milieu    | Prêt            | RFC Seraing            | Division 1B Proximus League |
| Ablie Jallow         | Gambie        | Milieu    | Prêt            | RFC Seraing            | Division 1B Proximus League |
| Youssef Maziz        | France        | Milieu    | Prêt            | RFC Seraing            | Division 1B Proximus League |
| Amadou Dia Ndiaye    | Sénégal       | Attaquant | Prêt            | Le Mans FC             | National 1                  |
| Mathieu Cachbach     | France        | Milieu    | Prêt            | RFC Seraing            | Division 1B Proximus League |
| Georges Mikautadze   | Géorgie       | Attaquant | Prêt            | RFC Seraing            | Division 1B Proximus League |
| Vagner Dias          | Cap-Vert      | Attaquant | Prêt            | FC Sion                | Super League                |

| Nom                   | Nationalité | Poste     | Transfert | Provenance/Destination | Division |
| --------------------- | ----------- | --------- | --------- | ---------------------- | -------- |
| Arrivées              |             |           |           |                        |          |
| Jean-Armel Kana-Biyik | Cameroun    | Défenseur | Transfert | Libre                  | -        |
| Départs               |             |           |           |                        |          |

## Compétitions

### Championnat

#### Classement
| Rang | Équipe                | Pts | J  | G | N  | P  | Bp | Bc | Diff | Qualification ou relégation            |
| ---- | --------------------- | --- | -- | - | -- | -- | -- | -- | ---- | -------------------------------------- |
| 16   | FC Lorient            | 36  | 38 | 8 | 12 | 18 | 35 | 63 | −28  |                                        |
| 17   | Clermont Foot 63 P    | 36  | 38 | 9 | 9  | 20 | 38 | 69 | −31  |                                        |
| 18   | AS Saint-Étienne      | 32  | 38 | 7 | 11 | 20 | 42 | 77 | −35  | Participation au barrage de relégation |
| 19   | FC Metz               | 31  | 38 | 6 | 13 | 19 | 35 | 69 | −34  | Relégation en Ligue 2                  |
| 20   | Girondins de Bordeaux | 31  | 38 | 6 | 13 | 19 | 52 | 91 | −39  | Relégation en Ligue 2                  |